# Cittadino della galassia
Cittadino della galassia (Citizen of the Galaxy) è un romanzo di fantascienza per ragazzi del 1957 dello scrittore statunitense Robert A. Heinlein.
La storia è fortemente influenzata da Kim di Rudyard Kipling.
Fu pubblicato originariamente a puntate sulla rivista Astounding Science-Fiction nel settembre, ottobre, novembre e dicembre 1957 e in volume cartonato quello stesso anno da Scribner nella serie di romanzi per ragazzi.
La traduzione italiana di Giancarlo Cella è stata pubblicata per la prima volta nel 1964 dalla Ponzoni Editore nella collana I Romanzi del Cosmo.

## Trama
In una città di nome Jubbulpore, capitale del pianeta Jubbul, un giovane schiavo di nome Thorby viene comprato da un mendicante di nome Baslim che lo cresce come un figlio e gli dà una educazione comprendente la matematica e diverse lingue. Baslim si rivela subito un mendicante sui generis: colto, intelligente e illuminato, dimostra di disprezzare la tratta degli schiavi e si avvale di Thorby per inviare e ricevere messaggi in codice da svariate persone: si dimostrerà poi essere un agente segreto per conto dell'Egemonia (una federazione di pianeti facente capo alla Terra) contro i Nove Mondi, di cui Jubbul fa parte. 
Un giorno Baslim viene scoperto e arrestato dalla polizia del pianeta e sbrigativamente giustiziato. Scampato per poco alla cattura, Thorby segue le indicazioni fornitegli da Baslim prima di essere catturato e riesce ad incontrare il capitano Krausa, dell'astronave dei Liberi Mercanti Sisu, a cui Baslim indirizza un messaggio tramite lo stesso Thorby facendoglielo memorizzare tramite suggestione ipnotica, in una lingua che Thorby neppure conosce (che si rivelerà essere il finlandese): la richiesta del vecchio è di adottare il ragazzo e di consegnarlo alla guardia egemonica appena sarà possibile. Il capitano allora, per non venire meno ad un debito contratto con Baslim, adotta il ragazzo e lo accoglie nella propria famiglia.
A bordo viene a contatto con un nuovo tipo di società fondamentalmente matriarcale fondato sulla Famiglia. Complesse gerarchie familiari si intrecciano con complesse e a volte capovolte gerarchie professionali. Il capitano della nave, in debito con Baslim, adotta legalmente Thorby su consiglio di sua madre, la Nonna, che è la persona che di fatto detiene veramente il potere. A bordo Thorby dimostra il suo valore distruggendo una nave pirata. Appena può, la Famiglia indaga sul conto di Thorby, sperando che si tratti di un componente di una nave mercantile dispersa o attaccata dai pirati (e non un fraki, ossia uno straniero, non appartenente alla famiglia). Così non è, allora il Capitano è costretto a seguire le ultime parole di Baslim, che aveva chiesto nel messaggio di consegnare Thorby alla Guardia dell'Egemonia (esercito spaziale). 
Thorby, durante la permanenza nella astronave della Guardia Egemonica, apprende molte altre cose su Baslim: il suo glorioso passato di comandante, il suo grado di colonnello, le sue imprese. Anni prima, infatti, Baslim salvò una nave mercantile assieme ai propri uomini. Il gesto ebbe due conseguenze: la prima fu il fatto che i mercanti lo dichiararono loro eterno amico, da cui si evince perché Krausa avesse accettato di aiutare Thorby; la seconda, fu il perdere una gamba e un occhio, per cui la carriera come soldato finì, per il colonnello Richard Baslim, che però rifiutò di ritirarsi e continuò la lotta allo schiavismo fingendosi un mendicante a Jubblulpore, fino a che non trovò Thorby. Dopo aver dimostrato anche nella Guardia il suo valore, e dopo essersi adattato alla vita militare, ai suoi ritmi e alle sue gerarchie, Thorby viene finalmente identificato come Thor Rudbek, erede di un impero economico intergalattico.
Tornato sulla Terra, si trova impegnato in una difficile e lunga battaglia legale per far valere i propri diritti contro lo zio che, durante l'assenza di Thorby e dei suoi genitori, credendoli morti, aveva esercitato da solo il ruolo di amministratore. Thorby scopre l'imbarazzante verità che sono proprio le sue compagnie a vendere le astronavi ai pirati. Forse egli stesso è stato addirittura trasportato come schiavo proprio su qualche nave di sua proprietà e il suo rapimento e l'uccisione dei suoi genitori potevano essere avvenuti proprio a causa dell'intenzione di suo padre di ispezionare un settore della galassia in cui avvenivano affari poco chiari con i pirati. Thorby comprende che deve proseguire la battaglia di Baslim contro la pirateria, ma non più combattendola come un Libero Mercante o come un soldato della Guardia Egemonica, ma come capitano d'industria alla guida delle proprie aziende. Decide allora di fare tutto il possibile per rendere la tratta degli schiavi antieconomica cominciando a investire nella ricerca di contromisure tecnologiche contro la pirateria ed il romanzo si chiude con Baslim che, nel ricordo, si congratula con Thorby.

## Edizioni
- (EN) Robert Anson Heinlein, Citizen of the Galaxy, in Astounding Science Fiction, quattro puntate da settembre a dicembre 1957.

- Robert Anson Heinlein, Cittadino della galassia, collana I Romanzi del Cosmo, traduzione di Giancarlo Cella, n. 161/162, Ponzoni Editore, 1964.
- Robert Anson Heinlein, Cittadino della galassia, traduzione di Giancarlo Cella, collana Cosmo Oro n° 1, Editrice Nord, 1970,  p. 294, ISBN 978-88-429-0298-0.
- Robert Anson Heinlein, Cittadino della galassia, traduzione di Giancarlo Cella, revisione di Dario Rivarossa, collana Urania Collezione n° 27, Arnoldo Mondadori Editore, 2005, ISSN 17216427 (WC · ACNP).